# Октябрьский (Ичалковский район)
Октябрьский — посёлок в Ичалковском районе Республики Мордовия России. Входит в состав Ладского сельского поселения.

## География
Посёлок находится в северо-восточной части Мордовии, в пределах западного склона Приволжской возвышенности, в зоне хвойно-широколиственных лесов, на левом берегу реки Инсар, вблизи места впадения в неё реки Ладки, на расстоянии примерно 12 километров (по прямой) к юго-востоку от села Кемля, административного центра района. Абсолютная высота — 103 метра над уровнем моря.
Климат
Климат характеризуется как умеренно континентальный, с тёплым летом и умеренно холодной зимой. Среднегодовая температура воздуха — 3,5 — 4 °С. Средняя температура воздуха самого тёплого месяца (июля) — 18,9 — 19,8 °C (абсолютный максимум — 37 °C); самого холодного (января) — −12,3 — −11,5 °C (абсолютный минимум — −47 °C). Среднегодовое количество атмосферных осадков составляет 516 мм, из которых 361 мм выпадает в период с апреля по октябрь. Снежный покров держится в течение 144 дней.

## История
26 июля 1952 году посёлок Дурасово переименован в Октябрьский.

## Население
| 2002 | 2010 |
| ---- | ---- |
| 279  | ↗281 |

Половой состав
По данным Всероссийской переписи населения 2010 года в гендерной структуре населения мужчины составляли 48,4 %, женщины — соответственно 51,6 %.
Национальный состав
Согласно результатам переписи 2002 года, в национальной структуре населения русские составляла 86 % из 279 чел.